# Fulton megye (New York)
Fulton megye az Amerikai Egyesült Államokban, azon belül New York államban található. Megyeszékhelye Johnstown, legnagyobb városa Gloversville. Lakosainak száma 53 324 fő (2020. április 1.). Fulton megye Hamilton, Montgomery, Herkimer és Saratoga megyékkel határos.

## Népesség
A megye népességének változása:
| Lakosok száma | 55 053 | 55 445 | 55 234 | 55 002 | 54 586 | 53 992 | 53 324 |
|               | 2009   | 2010   | 2011   | 2012   | 2013   | 2015   | 2020   |